# Orchestre symphonique de Munich

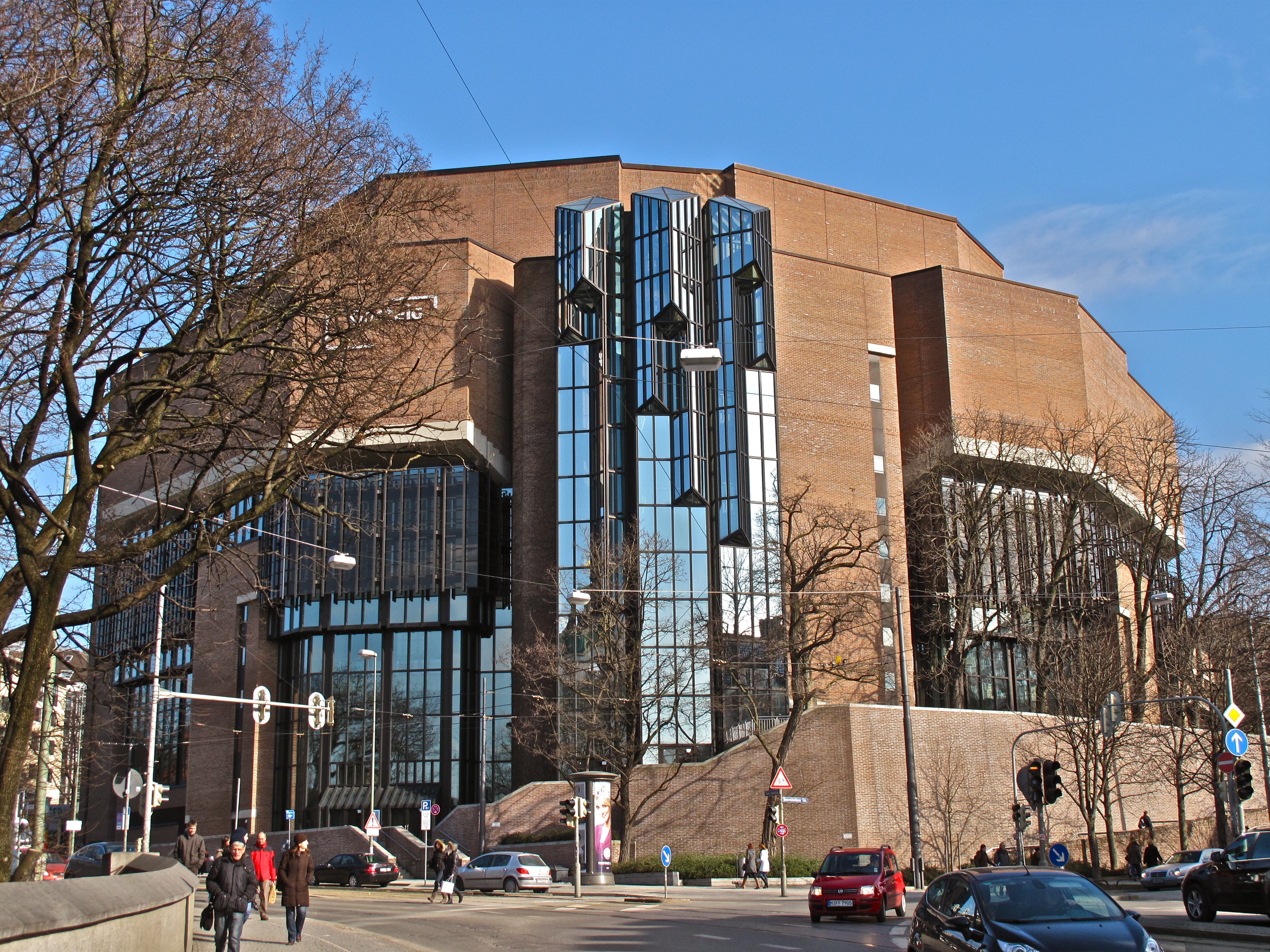
Orchestre symphonique de Munich.

L’Orchestre symphonique de Munich (Münchner Symphoniker) est un orchestre symphonique allemand fondé en 1945 sous le nom Graunke Symphony Orchestra par Kurt Graunke. Il a changé de nom en 1990 et se produit principalement au Herkulessaal et au Prinzregententheater.

## Liste des directeurs musicaux
- 1945−1989 : Kurt Graunke
- 1990−1999 : Christoph Stepp
- 1999−2006 : Heiko Mathias Förster
- depuis 2006 : Georg Schmöhe